# Jerzy Eysymontt
Jerzy Eysymontt (ur. 26 czerwca 1937 w Łucku, zm. 23 września 2005 w Warszawie) – polski polityk, ekonomista, minister-kierownik Centralnego Urzędu Planowania w rządach Jana Krzysztofa Bieleckiego i Jana Olszewskiego, wiceminister gospodarki w rządzie Jerzego Buzka, poseł na Sejm I i II kadencji.

## Życiorys
W 1962 ukończył studia na Uniwersytecie Warszawskim. Doktoryzował się, a w 1980 uzyskał stopień doktora habilitowanego w dziedzinie nauk ekonomicznych. W latach 1966–1976 pracował jako analityk systemu i główny projektant w Centrum Informatycznym Komisji Planowania przy Radzie Ministrów. Był pracownikiem naukowym Instytutu Koniunktur i Cen Handlu Zagranicznego oraz adiunktem na Wydziale Nauk Ekonomicznych Uniwersytetu Warszawskiego.
W 1981 został doradcą ekonomicznym Komisji Krajowej Niezależnego Samorządnego Związku Zawodowego „Solidarność”. Po wprowadzeniu stanu wojennego współpracował ze strukturami podziemnymi związku, był m.in. doradcą Tymczasowej Komisji Koordynacyjnej, działał w latach 1987–1988 w Porozumieniu Partii i Organizacji Niepodległościowych (PPiON), publikował też w konspiracyjnej prasie.
W 1990 znalazł się wśród założycieli Porozumienia Centrum. Od stycznia 1991 do lipca 1992 był ministrem-kierownikiem Centralnego Urzędu Planowania w dwóch kolejnych rządach. W 1991 został po raz pierwszy wybrany posłem na Sejm I kadencji z listy Porozumienia Obywatelskiego Centrum. W trakcie kadencji poparł powołanie rządu Hanny Suchockiej, odszedł z PC i przystąpił do Polskiego Programu Liberalnego. W 1993 po raz drugi uzyskał mandat poselski z listy Bezpartyjnego Bloku Wspierania Reform. Po rozpadzie BBWR działał w Partii Republikanie (był m.in. jej przewodniczącym od 1996).
W 1997 bez powodzenia ubiegał się o mandat posła na Sejm w okręgu warszawskim z pierwszego miejsca listy Unii Prawicy Rzeczypospolitej. W latach 1997–2001 zajmował stanowisko podsekretarza stanu w Ministerstwie Gospodarki. W 1998 przystąpił do Stronnictwa Konserwatywno-Ludowego. Od 2004 wchodził w skład władz krajowych Partii Centrum.
Pośmiertnie odznaczony Krzyżem Oficerskim Orderu Odrodzenia Polski.
Został pochowany na cmentarzu Powązkowskim w Warszawie (kwatera 225, rząd 5, grób 31).